# Chaka Traorè
Chaka Traorè, né le 23 décembre 2004 à Attécoubé en Côte d'Ivoire, est un footballeur ivoirien qui évolue au poste d'ailier gauche au Milan Futuro.

## Biographie

### En club
Né à Attécoubé en Côte d'Ivoire, Chaka Traorè est formé en Italie, au Parme Calcio qu'il rejoint en 2017.
Il joue son premier match en professionnel le 21 janvier 2021, à l'occasion d'une rencontre de coupe d'Italie face à la Lazio Rome. Il entre en jeu à la place de Mattia Sprocati (en) lors de ce match perdu par son équipe (2-1 score final). Il joue son premier match de Serie A le 10 avril 2021, contre l'AC Milan en entrant en jeu à la place d'Andrea Conti, mais il ne peut empêcher la défaite de son équipe par trois buts à un. Il est ainsi le premier joueur né en 2004 à faire ses débuts en Serie A.
Le 29 août 2021, Traorè s'engage en faveur de l'AC Milan, où il est dans un premier temps intégré à l'équipe U19 du club.
Le 13 juillet 2023, Chaka Traorè signe un nouveau contrat avec l'AC Milan, le liant au club jusqu'en juin 2028,.
Le 28 novembre 2023, il fait sa première apparition en Ligue des champions, à l'occasion d'un match de groupe face au Borussia Dortmund. Il entre en jeu et son équipe est battue par trois buts à un.
Le 2 janvier 2024, il joue son premier match de Coupe d'Italie avec l'AC Milan. Il est titularisé et marque son premier but en professionnel, contribuant à la victoire par quatre buts à un de son équipe face au Cagliari Calcio.
Le 1er février 2024, Chaka Traorè rejoint le Palerme FC sous la forme d'un prêt jusqu'à la fin de la saison. Le club dispose d'une option d'achat sur le joueur.

### En sélection
Chaka Traorè est convoqué avec l'équipe de Côte d'Ivoire des moins de 23 ans en mars 2023, par le sélectionneur Emerse Faé. Il joue un match avec cette sélection lors de ce rassemblement, le 24 mars 2023 contre l'Ouzbékistan. Il est titularisé et les deux équipes se neutralisent (0-0 score final).